# Carphoides lineata
Carphoides lineata là một loài bướm đêm trong họ Geometridae.